# Yves Le Gac
Pour les articles homonymes, voir Le Gac.
Yves Le Gac, né le 21 janvier 1889 à Plouaret (Côtes-du-Nord) et mort le 1er mars 1958 au Touquet (Pas-de-Calais), est un homme politique français.

## Biographie
Tanneur-négociant en cuirs, il est conseiller municipal de Ploumilliau, et conseiller général du canton de Plestin-les-Grèves de 1919 à 1922. Il est député des Côtes-du-Nord de 1932 à 1936, inscrit au groupe radical.
Candidat en avril 1930 lors d'une législative partielle dans la circonscription de Lannion, il est battu par le démocrate-chrétien Yves Le Cozannet, contre qui il prend sa revanche lors des législatives de mai 1932, marquées par la victoire du deuxième cartel des gauches. À la Chambre des députés, il s'implique notamment dans le sort des agriculteurs et des marins-pêcheurs. Candidat à sa réélection en avril 1936, il est devancé au premier tour par Yves Le Cozannet et par le candidat socialiste Philippe Le Maux, qui lui reproche notamment d'avoir voté la confiance à plusieurs présidents du Conseil de droite, comme Pierre-Étienne Flandin et Pierre Laval. Au nom des accords de désistement réciproque du Front populaire, il appelle ses électeurs à se reporter sur son concurrent de gauche, élu au second tour.